# Stela (Vorname)
Stela ist ein weiblicher Vorname.

## Herkunft und Bedeutung des Namens
- Stela (Südosteuropa; vorwiegend Albanien, Bulgarien, Rumänien)
- Latein: Stella: Stern, Gestirn, Sonne,
- Griechisch: weibliche Form von Stelios (stark wie eine Säule)

## Namenstag
Der Namenstag ist der 21. Juli.
Bei den griechisch- und rumänisch-orthodoxen Christen ist der Namenstag der 26. November.

## Varianten
- Estela (portugiesisch)
- Estelle (französisch)
- Estrella (spanisch)
- Stella
- Stellian (männliche Form; vorwiegend Rumänien)